# 坂井市立図書館
坂井市立図書館（さかいしりつとしょかん）は、福井県坂井市の公共図書館である。三国図書館、丸岡図書館、春江図書館、坂井図書館の4館からなる。

## 概要
2006年（平成18年）3月20日、旧坂井郡4町（三国・丸岡・春江・坂井）の各町立図書館が、坂井市への合併で坂井市立図書館となった。
2011年（平成23年）1月より、各館の図書管理システムが統合され、図書利用カードが統一されているため、図書館ホームページおよび館内のOPACから全館の蔵書を検索・予約可能である。4館は週3回の相互便で結ばれており、各図書館間で資料の相互貸出・返却を可能にしている。これにより、利用者は資料の貸出予約をする際に予約資料の受取場所を4館の中から自由に選択したり、市内他館から借りた資料をいずれの館でも返却したりすることができる。
特色ある取り組みとしては、「坂井市子どもの読書活動推進計画」に基づき、子どもの読書普及のために、毎週土曜日に「おはなし会」を開催している。生後6か月の乳児とその保護者を対象に、ブックスタート事業も実施している。正月には図書館員がテーマに沿って選んだ本が入った「本の福袋」を数量限定で貸出している。
2008年（平成20年）度の利用統計調査によれば、各館とも来館者のうち約6割から7割が貸出以外の利用者で、そのほとんどは新聞・雑誌等の閲覧滞在型の利用者であった。個人貸出は、市図書館全体の年間貸出利用者数のうち、17%を福井市民やあわら市民など市外の利用者が占めた。館ごとの内訳は、三国・丸岡・坂井の各館は貸出利用者の90%以上が坂井市民であったのに対し、春江図書館は貸出利用者のうち30%を市外利用者が占め、市図書館の市外貸出者数全体の76%を占めた。
2024年（令和6年）3月31日現在、4館の総蔵書冊数は639,589冊で、同年度の個人貸出冊数は合計744,435冊であった。また、2019年（平成31年/令和元年）度の来館者数は4館合計で453,342人であった。

### 基礎情報
| 坂井市立図書館の基礎情報 | 坂井市立図書館の基礎情報 | 坂井市立図書館の基礎情報 | 坂井市立図書館の基礎情報 | 坂井市立図書館の基礎情報 | 坂井市立図書館の基礎情報 | 坂井市立図書館の基礎情報 |
| 館名                     | 所在地                   | 延床面積                 | 創設年月日               | 現用館の開館年月日       | 蔵書冊数(うち開架)       | 年間貸出冊数             |
| ------------------------ | ------------------------ | ------------------------ | ------------------------ | ------------------------ | ------------------------ | ------------------------ |
| 三国図書館               | 三国町神明1丁目4-20      | 2,251 m2                 | 1961年(昭和36年)7月15日  | 1993年(平成5年)11月1日   | 142,748冊(101,000冊)     | 144,666冊                |
| 丸岡図書館               | 丸岡町霞3丁目10-1        | 1,736 m2                 | 1983年(昭和58年)3月12日  | 1983年(昭和58年)5月28日  | 187,982冊(65,000冊)      | 145,403冊                |
| 春江図書館               | 春江町西太郎丸15-22      | 1,568 m2                 | 1983年(昭和58年)4月1日   | 1995年(平成7年)5月11日   | 202,594冊(103,000冊)     | 293,764冊                |
| 坂井図書館               | 坂井町下新庄12-3-1       | 1,115 m2                 | 1987年(昭和62年)4月15日  | 2013年(平成25年)5月1日   | 106,265冊(85,000冊)      | 201,642冊                |
| 注釈 1. 2. 3.            |                          |                          |                          |                          |                          |                          |

- 開館時間は午前9時30分から午後6時30分まで、休館日は毎週月曜日および第1木曜日、年末年始（12月29日から1月4日まで）で、全館共通となっている[15]。それ以外にも蔵書点検期間および臨時の休館日がある[15]。
- 資料の館外貸出には図書利用カードが必要で、貸出は1人10冊まで、貸出期間は2週間までとなっている[15]。

## 三国図書館
坂井市立三国図書館（さかいしりつみくにとしょかん）は、坂井市三国町神明一丁目にある公共図書館である。旧三国町立図書館を前身とする。1993年（平成5年）11月、図書館を核の一つとした複合文化施設「みくに文化未来館」内に移転開館した。
図書館は施設東側にあり、1階に開架閲覧室とAVコーナー、事務室など、2階に郷土資料室や研修室、地階に閉架書庫を備える。開架閲覧室はワンフロアで低書架である上、大きなガラス面を取り入れた十分な採光により、明るく、見通しのよい館内となっている。建物と接する屋外には、「読書の広場」として緑の空間が整備されている。

### 特別コレクション
当館は4つの記念・特別文庫を有する。
平澤貞二郎記念文庫
平澤貞二郎（）記念文庫は、同町出身の詩人で、事業家であった平澤貞二郎の蔵書730冊からなる。1993年（平成5年）の移転開館に併せて創設され、彼のイニシャルを冠したH氏賞の歴代受賞作も展示している。2008年（平成20年）には、地元の高校生ボランティアにより電子化されたH氏賞の全受賞作63点の電子書籍が寄贈された。
堂森芳夫文庫
堂森芳夫（）文庫は、同町出身の医師で、日本社会党の代議士であった堂森芳夫の蔵書1,992冊を収める。医師でもあった同氏の蔵書には、医学書も多く含まれる。
伊藤白翠文庫
伊藤白翠（）文庫は、東京都出身の俳人で、同町に居住していたことがある伊藤白翠の蔵書2,522冊を収める。
石原八束文庫
石原八束（）文庫は、山梨県出身の俳人で、伊藤白翠らと親交のあった石原八束の俳句関係書など、寄贈された蔵書3,168点を展示する。なお、当地は石原が師とした三好達治ゆかりの地でもある。

### 建築概要
- 構造（図書館部分）：鉄筋コンクリート造、地下1階・地上2階建[16]
- 敷地面積（文化未来館全体）：11,000 m2[16]
- 延床面積
  - 文化未来館全体：4,035 m2[16]
  - 図書館部分：2,255 m2[16]
- 収蔵能力（全体）：20万冊[16]
  - 1階開架：7万冊（一般45,000冊・児童25,000冊）[22]
  - 地下書庫（閉架2層式）：8万冊（さらに5万冊増設可能）[16]
- 設計・監理：品川建築事務所[23]
- 施工：前田建設工業・三越建設工業（共同企業体）[23]
- 着工：1992年（平成4年）6月24日[17][24]
- 竣工：1993年（平成5年）10月[25]
- 総工費（文化未来館全体）：16億7000万円[16]

### 沿革

#### 前史
1917年（大正6年）12月、三国町教育会により、私立「三国図書館」が、同町中元区にあった三国尋常高等小学校（三国南小学校の前身）内に併設して設立された。その設立の目的は、『福井縣三國圖書館々則』によれば、「教育会の事業として図書を蒐集し、公衆の閲覧に供し、地方の古文書類を保存して、その散逸を防ぐ」こととされた。同図書館は、1945年（昭和20年）に第二次世界大戦が終結した折、廃館となった。
1950年（昭和25年）4月、三国町役場事務所内（台16番地）に公民館が発足し、公民館図書部が設置されたが、蔵書は少なく、貸出も行われず、形ばかりのものであった。その後、公民館が神明神社境内に建てられた神明会館内へ移転するのに伴い、併設の図書部も共に移転した。1956年（昭和31年）4月、三国町役場が台区から下錦区（現在の三国郵便局の所在地）へ移転した際、旧役場庁舎には三国町公民館が入り、図書部も同地に移転した。

#### 中央公民館時代（1961–1971）
1961年（昭和36年）7月15日、図書館法に基づき、三国町立図書館設置条例を制定し、中央公民館図書部から三国町立図書館として独立して、同18日より業務を開始した。設置と同時に県立図書館三国配本所に指定され、初年度に600冊、それ以降、毎年200冊の配本を受け、蔵書の不足を補った。しかし、依然として図書館は公民館内に併設されたままで、完全な閲覧室はなく、旧役場庁舎の事務室だった場所に書架を配列して図書を並べ、廊下に椅子などを置いて読んでもらう以外には、貸出を主とした図書館業務であった。
1964年（昭和39年）時点の蔵書数は、当時の記録から6,532冊と推定され、1965年（昭和40年）9月末時点でも7,867冊にすぎなかった。蔵書を充実させるため、当時の館長を中心として努力が続けられ、1968年（昭和43年）度に16万8550円であった図書購入費は、1971年（昭和46年）度には50万円まで予算の増額が認められ、1973年（昭和48年）3月31日時点で蔵書数は14,342冊と、10年余りの間に蔵書冊数は2倍近くに増加した。
1971年（昭和46年）11月24日、同地（台16番地、現在の南本町三丁目3番46号）に独立館を建設するため、三国町社会福祉センター（現在の三国支所駐車場）に一時移転した。

#### 独立館時代（1973–1993）
独立館の建設にあたっては、木造だった旧役場庁舎を取り壊し、新たに用地を買収・拡張して改築した。1972年（昭和47年）4月に着工、同年12月に竣工し、同月15日に竣工式が挙行された。建物は鉄筋コンクリート造3階建、延床面積は1,037 m2で、建設費6877万円と備品費700万円が投じられた。県内の他の公共図書館に先駆けて、近代的図書館として改築された。
独立館の建設に併せて同年5月14日、移動図書館車「くずりゅう号」を配備し、中心部を除く町内周辺部の6地区54ステーションを月2回、巡回して貸出を開始し、町民の読書機会の均等が図られた。このとき、貸出方式が記帳式からカード式になった。
1973年（昭和48年）1月5日、三国町立図書館が独立館として開館した。貸出方式はブラウン方式が採用された。
独立館開館の同年度は図書購入費として200万円が充てられ、翌1974年（昭和49年）度は240万円、1975年（昭和50年）度は一挙に500万円という、当時の県内でも破格の予算が計上された。1976年（昭和51年）10月には職員以外に6名の図書選定委員が委嘱され、職員と共に選定を行うようになった。1977年（昭和52年）10月、蔵書数3万冊を達成した。
1982年（昭和57年）、「くずりゅう号」が2代目車両に更新された。

#### みくに文化未来館時代（1993–）
1993年（平成5年）11月1日、三国北小学校旧校舎跡地に図書館を併設した複合文化施設「みくに文化未来館」が新築開館し、翌日より業務を開始した。同時にコンピュータシステムの運用を開始し、「くずりゅう号」も3代目車両（トヨタ・コースター改造車、約2,000冊を積載可能）に更新された。同年時点で「くずりゅう号」は、町内85か所のステーションを、6つのコースに分かれて、2週間おきに巡回していた。
2005年（平成17年）3月31日をもって、「くずりゅう号」は廃止された。
2006年（平成18年）3月20日、坂井市の発足に伴い、坂井市立三国図書館となった。
2017年（平成29年）11月、みくに文化未来館のホール機能がみくに未来ホール（坂井市みくに市民センター内）へ移転し、同館は図書館および展示ギャラリーのみの運営となった。
2019年（平成31年）3月、みくに文化未来館の旧ホール部分に三国コミュニティセンターが入居した。

### 年表
- 1961年（昭和36年）
  - 7月15日 - 三国町立図書館設置条例および館則を施行[31]。
  - 7月18日 - 中央公民館[22]（三国町台16番地）内に併設して業務開始[31]。
- 1970年（昭和45年）10月24日 - 創立10周年記念式典を挙行[31]。
- 1971年（昭和46年）11月24日 - 独立館建設に伴う改築のため、三国町社会福祉センターに一時移転[31]。
- 1972年（昭和47年）
  - 4月 - 独立館建設着工[31]。
  - 5月14日 - 移動図書館車「くずりゅう号」運行開始[31]。
  - 12月15日 - 独立館の竣工式を挙行[31]。
- 1973年（昭和48年）1月5日 - 独立館としての三国町立図書館が開館[31]。
- 1976年（昭和51年）
  - 9月21日 - 館則を全部改正[31]。
  - 10月1日 - 図書購入選定委員を委嘱[31]。
- 1978年（昭和53年）6月 - 館内を改装[31]。
- 1993年（平成5年）11月1日 - 三国北小学校跡地に建設された複合文化施設「みくに文化未来館」内に移転開館[16]。翌日より業務開始[22]。
- 2005年（平成17年）3月31日 - 移動図書館車「くずりゅう号」廃止[22]。
- 2006年（平成18年）3月20日 - 4町合併により、坂井市立三国図書館に改組・改称[26]。
- 2022年（令和4年）9月1日 - 改修工事のため、約7か月間の長期休館に入る[33]。
- 2023年（令和5年）3月28日 - 新書コーナーを新設、郷土資料の棚を拡充して、リニューアル開館[34][35]。
- 2025年（令和7年）4月23日 - 子どもの読書活動優秀実践図書館として、文部科学大臣表彰を受ける[36]。

#### 組織と施設の変遷
| 三国町の公共図書館所在地の変遷を示した地図 |                        |                      |                              |                 |
| 開始時期                                   | 終了時期               | 図書館組織           | 図書館施設                   | 所在地          |
| 1950年（昭和25年）4月                      | （不明）               | 三国中央公民館図書部 | 三国町役場事務所             | 台16番地        |
| （不明）                                   | 1956年（昭和31年）     | 三国中央公民館図書部 | 神明会館（神明神社境内）     | 上真砂30番地    |
| 1956年（昭和31年）4月                      | 1961年（昭和36年）7月  | 三国中央公民館図書部 | 三国中央公民館（旧役場庁舎） | 台16番地        |
| 1961年（昭和36年）7月                      | 1971年（昭和46年）11月 | 三国町立図書館       | 三国中央公民館（旧役場庁舎） | 台16番地        |
| 1971年（昭和46年）11月                     | 1972年（昭和47年）12月 | 三国町立図書館       | 三国町社会福祉センター       | 覚善6-10        |
| 1973年（昭和48年）1月                      | 1993年（平成5年）10月  | 三国町立図書館       | 三国町立図書館               | 南本町3丁目3-46 |
| 1993年（平成5年）11月                      | 2006年（平成18年）3月  | 三国町立図書館       | みくに文化未来館             | 神明1丁目4-20   |
| 2006年（平成18年）3月                      | （現行）               | 坂井市立三国図書館   | みくに文化未来館             | 神明1丁目4-20   |

## 丸岡図書館
坂井市立丸岡図書館（さかいしりつまるおかとしょかん）は、坂井市丸岡町霞三丁目にある公共図書館である。旧中野重治文庫記念丸岡町民図書館を前身とする。
1983年（昭和58年）5月、丸岡城の麓の霞ヶ城公園近くに新規開館した。城下町に調和した白を基調とする和風建築で、切妻造の屋根には越前瓦が使用されている。
1階に一般閲覧室、中野重治記念文庫（研究資料室）、おもちゃ図書室、郷土資料室、資料閲覧室、小葉田淳記念文庫、中2階に児童閲覧室、2階に視聴覚室（学習室）、視聴覚準備室、会議室、大会議室・児童支援室を備える。

### 特別コレクション
当館は2つの記念文庫と1つの特別展示を有する。
中野重治記念文庫
中野重治（）記念文庫は、同町出身のプロレタリア文学作家・中野重治の著書や蔵書13,739冊を所蔵し、同氏に関係する図書・定期刊行物・単行本・洋書・新書文庫本を分類整理し、一般の閲覧に供している。中野が愛用した万年筆や硯箱、自筆の原稿や書簡のほか、高田博厚作の中野重治胸像も収蔵・展示している。蔵書には中野自身の書き込みや折り込みも多く、中野に関する研究の一次資料としても貴重な資料となっている。
小葉田淳記念文庫
小葉田淳（）記念文庫は、同町出身で日本鉱山史研究の大家であった小葉田淳の蔵書19,625冊を所蔵する。同氏は福井県史の編集にも携わり、郷土誌も多数所蔵している。
今川節の部屋
今川節（）の部屋は、同町出身の作曲家で、25歳の若さで夭逝した今川節の直筆の楽譜や遺品、写真、節への追悼文など、584点を展示する。

### 建築概要
- 構造：鉄筋コンクリート・切妻瓦葺白壁造、2階建[42][43]
- 敷地面積：4,100.000 m2[44]
- 建築面積：1,117.881 m2[44]
- 延床面積：1,518.408 m2[44]
  - 中野重治文庫（1階）：113.59 m2[44]
  - 閲覧室（1階）：340.47 m2[44]
  - 児童閲覧室（中2階）：104.19 m2[44]
- 収蔵能力：10万冊[42]
- 設計：連合設計社市谷事務所[44][45]
- 監理：神谷建築事務所[44][45]
- 施工：熊谷組（本体工事）[44][45]
- 着工：1982年（昭和57年）7月27日[44]
- 竣工：1983年（昭和58年）3月20日[44]
- 建設費：計2億9810万円（本体工事費、外構工事費、備品費、資料費を含む）[44]

増築部（小葉田淳記念文庫）については、次の通り。
- 延床面積：201.998 m2[46]
- 設計・監理：佐々木一級建築士事務所[46]
- 施工：奥村木材建設工業・高崎電気商会[46]
- 着工：2003年（平成15年）8月7日[46]
- 竣工：2004年（平成16年）3月15日[46]
- 建設費：計5532万6000円（本体工事費、電気設備工事費、備品費を含む）[46]

### 沿革

#### 前史
1874年（明治7年）、旧丸岡藩主有馬道純が、旧藩校・平章館にあった蔵書を、前年に創立した平章小学校に寄贈し、図書館とした。同校は、1948年（昭和23年）6月の福井大震災で焼失した。
1961年（昭和36年）、丸岡町公民館が一戸一冊運動を行い、公民館2階の一室に約1,000冊の蔵書からなる図書室を設置した。翌年、同公民館図書室は県立図書館丸岡配本所となる。1969年（昭和44年）、町福祉センターの建設に伴い、その2階の一室を図書室とする（蔵書数は約2,000冊）。1973年（昭和48年）、町民会館（中央公民館）の建設に伴い、その2階の一室を図書室とする。同年時点で、図書室の蔵書数は約3,000冊に増加していた。
1979年（昭和54年）8月24日、同町出身のプロレタリア文学作家・中野重治が死去し、同氏の蔵書約13,000点が町に寄贈されることになったのを契機として、旧図書室の蔵書約5,800冊と合わせて、町立の図書館建設の計画が持ち上がった。一方では、滋賀県彦根市の舟橋聖一文庫も視察しながら図書館建設の構想が練られた。1982年（昭和57年）4月、町民会館内に図書館建設準備室が設置され、同年7月に蔵書が寄贈された。

#### 現行館時代（1983–）
1983年（昭和58年）3月20日、丸岡高校旧校舎跡地に中野重治文庫記念丸岡町民図書館が完成・竣工し、同年5月28日に中野夫人・原泉ら文化人も参列して開館式が挙行された。
1990年（平成2年）4月、町内の遠隔地の住民に読書を普及させるため、竹田地区の竹田公民館に丸岡町民図書館竹田配本所、鳴鹿地区の鳴鹿第二公民館に同鳴鹿配本所が設置された。両配本所では、住民への図書の貸出が行われた。
旧町立図書館時代は、知恵と技芸の象徴であるフクロウをモチーフとした「ブックロウちゃん」をマスコット・マークとしていた。同マークは、京都在住のイラストレーター・早川和子が1992年（平成4年）4月に制作し、「ブックロウちゃん」の愛称は同年5月25日に公募で選ばれた。
同町出身の歴史学者・小葉田淳より寄贈された蔵書約2万点を収蔵するため、2003年（平成15年）に館舎を増築し、2004年（平成16年）7月1日、増築部分に小葉田淳記念文庫が開設された。
2006年（平成18年）3月20日、坂井市への合併により、坂井市立丸岡図書館となった。
同年10月27日、同町出身の作曲家・今川節の自筆楽譜や写真、関連資料など約540点を常設展示する「今川節の部屋」が図書館2階に開設された。展示品は、地元の今川節顕彰会、および節の遺族や友人、知人、研究者らから寄贈された、日本音楽コンクールで1位に輝いた賞状や眼鏡などの遺品、直筆の楽譜などである。以前は保管のみ続けていたが、資料の充実とともに節研究者の助けにより資料が分類整理され、常設展示室として開設する運びとなった。

### 年表
- 1979年（昭和54年）8月24日 - 中野重治没[48]。
- 1982年（昭和57年）
  - 3月12日 - 丸岡町民図書館の設置及び管理条例を公布・施行[59][要検証 – ノート]。
  - 4月 - 図書館建設準備室を設置[47]。
  - 7月27日 - 図書館建設着工[47]。
- 1983年（昭和58年）
  - 3月20日 - 図書館建設竣工[47]。
  - 5月28日 - 中野重治文庫記念丸岡町民図書館が開館[43]。
- 1984年（昭和59年） - 町内6か所に地域文庫を設置[60]。
- 1990年（平成2年）4月 - 竹田公民館に竹田配本所、鳴鹿第二公民館に鳴鹿配本所を設置[53]。
- 1996年（平成8年） - 中野重治文庫目録改訂版を発行[61]、中野重治研究資料室を開設[51]。
- 2001年（平成14年）10月 - 蔵書検索（予約・リクエスト）システム稼働[62]。
- 2002年（平成14年）2月 - 県立図書館のインターネット予約・横断検索システムに加入[56]。
- 2003年（平成15年）3月15日 - 小葉田淳記念文庫を増築竣工[56]。
- 2004年（平成16年）7月1日 - 小葉田淳記念文庫が落成開館[57]、新図書館システム稼働[56]。
- 2005年（平成17年）1月31日 - 小葉田淳記念文庫目録を発刊[56]。
- 2006年（平成18年）
  - 3月20日 - 4町合併により、坂井市立丸岡図書館に改組・改称[56]。
  - 10月27日 - 今川節の部屋を開設[58]。

## 春江図書館
坂井市立春江図書館（さかいしりつはるえとしょかん）は、坂井市春江町西太郎丸の文化の森内にある公共図書館である。旧春江町立図書館を前身とする。1995年（平成7年）5月、文化の森の複合文化施設「ハートピア春江」に併設され、新規開館した。
図書館は施設南側にあり、1階にワンフロアの開架閲覧室と対面朗読室、2階に古谷・吉沢文庫、YURI情報室、会議室、地階に閉架書庫を備える。開架室は児童書が4段の低書架、一般書（小説を除く）が6段の書架を使用し、閉架書庫は7段の移動書架を使用している。

### 特別コレクション
古谷綱武・吉沢久子文庫
古谷綱武・吉沢久子（）文庫は、文芸評論家の古谷綱武と、同夫人で家事評論家の吉沢久子の著書・蔵書8,019冊を所蔵し、古谷・吉沢両氏の書簡や愛用品などを展示する。両氏とも同町に直接的な関係のある人物ではなかったが、古谷は生前、丸岡の中野重治記念文庫などを訪れたことがあり、皆に本を手に取ってもらえる文庫のよさを周囲に話し、「本を眠らせるのではなく、皆に使ってもらいたい」と希望していた。両氏とも「本は、私たちの財産」と述懐し、古谷の没後、吉沢が亡き夫の希望に沿う本の寄託先を探していたところ、同町在住の世話人が同館と二人の本との縁を取り持つことになり、当館への本の寄贈および文庫の開設が決まった。同館では読書会として「古谷・吉沢文庫を読む会」が毎月開催され、同会が編集する小冊子『古谷・吉沢文庫通信』が年4回発行されている。

### 建築概要
- 構造（図書館部分）：鉄骨鉄筋コンクリート造、地下1階・地上2階建[67]
- 敷地面積（文化の森全体）：73,900 m2[68]
- 延床面積（図書館棟）：3,001 m2[68]
  - 開架室（1階）：989 m2[68]
  - 古谷・吉沢文庫（2階）：65 m2[68]
- 収蔵能力
  - 1階開架室：8万冊[68]
  - 地下書庫（閉架）：7万冊[68]
- 設計：福井県建築設計監理協会[67]
- 施工：熊谷組・五洋建設・三木組・黒川建設（建設共同企業体）[69]
- 起工：1993年（平成5年）6月3日[70]
- 上棟：1994年（平成6年）2月24日[70]
- 落成：1995年（平成7年）5月10日[71]

### 年表
- 1983年（昭和58年）4月1日 - 春江町立図書館設置条例を制定し、春江町公民館に「春江町立図書館」を設置[69]。
- 1989年（平成元年）10月27日 - 春江町総合開発審議会で文化の森を検討[72]。
- 1990年（平成2年）
  - 2月23日 - 春江町総合開発審議会が答申[72]。
  - 3月15日 - 春江町総合振興計画を議決・策定[72]。
  - 4月1日 - 文化の森建設準備室を設置[72]。
- 1991年（平成3年）4月1日 - 文化の森建設課を設置[72]。
- 1992年（平成4年）1月26日 - 文化の森用地造成工事着工[72]。
- 1993年（平成5年）
  - 6月3日 - 文化の森建設工事起工式[70]。
  - 6月15日 - 春江町立図書館運営準備委員会を設置[70]。
  - 9月3日 - 運営準備委員らが滋賀県の栗東町立図書館・湖東町立図書館、および福井市みどり図書館を視察[73]。
  - 10月7日 - 春江町立図書館基本計画を策定[70]。
- 1994年（平成6年）
  - 2月24日 - 文化の森建設工事上棟式[70]。
  - 4月1日 - 中部公民館に文化の森管理開設事務所および町立図書館開設室を設置、春江町公民館の図書館業務を開設室に移管[73]。
- 1995年（平成7年）
  - 2月1日 - 事務所を中部公民館から文化の森へ移転[70]。
  - 4月1日 - 条例を全部改正し[74]、文化の森に春江町立図書館を設置[71]。
  - 5月10日 - 文化の森落成式[71]。
  - 5月11日 - 文化の森のハートピア春江に併設された春江町立図書館が開館[64]。
- 1997年（平成9年）2月22日 - 「古谷綱武・吉沢久子文庫」を開設[71]。
- 2002年（平成14年）4月23日 - 子どもの読書活動優秀実践図書館として、文部科学大臣表彰を受ける[71]。
- 2003年（平成15年）6月 - 地下閉架書庫を増設[71]。
- 2005年（平成17年）7月 - 新図書館システム稼働、インターネット予約・検索サービス開始[75]。
- 2006年（平成18年）3月20日 - 4町合併により、坂井市立春江図書館に改組・改称[76]。
- 2020年（令和2年）3月30日 - 図書館棟を含む施設の耐震改修工事のため、これより1年間、長期休館に入る[77]。
- 2021年（令和3年）3月2日 - 耐震改修工事を終え、図書館がリニューアル開館[78]。旧AVコーナーは、壁面書架の郷土資料コーナーと授乳室に改装[78]。
- 2025年（令和7年）4月17日 - 検索した図書が配架されている書架まで利用者を導く蔵書案内ロボットを県内で初めて導入[79]。

## 坂井図書館
坂井市立坂井図書館（さかいしりつさかいとしょかん）は、坂井市坂井町下新庄の坂井中学校敷地内にある公共図書館である。旧坂井町立図書館を前身とする。学校に併設された公立図書館は、福井県内では初めてである。
2013年（平成25年）5月、坂井中学校校舎の耐震改修計画に合わせて、開館から26年が経ち老朽化・狭隘化していた旧館を閉館し、現在地に移転開館した。遠方の大きな図書館まで足を運ばなくても利用できる地域の図書館として、主に高齢者や児童・生徒たちへのサービスを中心に運営されている。
隣接する中学校の校舎とは学校図書館を通して繋がっており、同校の教員や生徒も調べ学習などに利用しやすくなっている。学校の司書教諭と図書館の司書が共同で選書を行うこともあり、幅広いジャンルから効率よく図書を購入している。学校の限られた予算では購入することが難しい新聞や新刊、生徒のリクエスト本、授業で必要な資料などを学校図書館と連携して提供している。
館内はワンフロアで、バリアフリーに対応しているほか、学校のチャイムなどの音ができるだけ図書館内に響かないように、窓のサッシを二重、三重にしたり、書架と図書で吸音して騒音の低減を試みたりするなど、防音性にも配慮している。書架は、8連5段の免震書架を採用し、収容効率と安全性の両立を図っている。
中学校敷地内への移転構想をめぐっては、同地区の小中学校PTA側が、同校に通う生徒たちへの安全面・防犯上の懸念や、図書館・駐車場面積の減少などを理由として、移転併設案に難色を示し、2009年（平成21年）9月の市議会で市教育委員会は一時、移転構想の白紙撤回を表明した。その後、同地区選出の市議会議員とPTA役員の協議の結果、安全対策を施し、学校側に新たな負担をかけないことを条件に移転併設計画への同意を得た。

### 建築概要
- 構造：鉄筋コンクリート造、1階建[81]
- 延床面積：1,115.65 m2[5]
- 書架総延長：2,150 m[81]
- 収蔵能力：86,000冊[81]
- 設計：佐々木一級建築士事務所[83]
- 竣工：2013年（平成25年）1月31日[81]
- 総工費：2億9500万円[86]

### 年表
- 1973年（昭和48年） - 坂井町教育委員会内に県立図書館坂井配本所を設置[87]。
- 1976年（昭和51年） - 坂井町研修センターの一室を図書室とする[87]。
- 1987年（昭和62年）
  - 2月28日 - 町立図書館が新築竣工[88]。
  - 4月15日 - 坂井町立図書館が新築開館[89]。
- 2001年（平成13年）6月 - 図書館協議会兼図書選定委員を設置、町地域交流センター「いねす」に農業書430冊を配本[87]。
- 2005年（平成17年）10月 - インターネット予約受付を開始[87]。
- 2006年（平成18年）3月20日 - 4町合併により、坂井市立坂井図書館に改組・改称[87]。
- 2013年（平成25年）
  - 1月 - 新館への移転に伴い、4月まで休館[90]。
  - 1月31日 - 坂井中学校敷地内に新築竣工[81]。
  - 5月1日 - 移転開館[81][91][92]。
- 2015年（平成27年）4月23日 - 子どもの読書活動優秀実践図書館として、文部科学大臣表彰を受ける[82]。